# 에리다누스자리 82
에리다누스자리 82는 에리다누스자리에 있는 항성으로 지구에서 약 20 광년 떨어진 곳에 있다. 이 별의 분광형은 태양과 비슷한 G5이다.

## 관측 정보
에리다누스자리 82는 현재 목록이 제대로 전해지지 않고 있는 우라노메트리아 아르헨티나(Uranometria Argentina)에 82번째로 실려 있던 별이다. 이 목록은 19세기의 천문학자 벤자민 굴드가 만들었으며, 플램스티드 항성목록과 비슷한 체계로 별들을 분류했다. 에리다누스자리 82는 이런 방식으로 명칭을 부여받은 몇 안 되는 G형 항성이다.

## 제원
에리다누스자리 82는 태양 밝기의 절반 정도를 보이며 이는 센타우루스자리 알파 B나 고래자리 타우와 비슷한 광도이다. 적도 자전 속도는 초당 0.52킬로미터로 우리 태양의 초당 2킬로미터의 4분의 1 정도이다.
에리다누스자리 82는 빠른 속도의 고유 운동을 보여주며 항성종족 II일 것으로 추측하고 있다. 다른 항성종족 II처럼 에리다누스자리 82 역시 중원소 함량이 낮으며 태양보다 나이가 많다. 이 별은 은하 중심에 대해 0.40의 이심률을 보이며 공전하고 있다. 82의 나이는 61억살로 태양보다 더 많다.
82는 성간 물질이 적은 영역에 위치하고 있기 때문에 이 별의 항성권은 천구 상에서 6초 범위까지 퍼져 있다. 태양에 대하여 82는 초당 101 킬로미터의 속도로 이동하고 있다.

## 거주 가능성
천문학자 스테판 돌은 자신의 책 '인간이 거주하기에 적합한 행성'(Habitable Planets for Man)에서 에리다누스자리 82 주변 행성에 인류가 거주할 수 있을 가능성을 후보들 중 가장 높은 5.7퍼센트로 잡았다. 다른 후보들은 센타우루스자리 알파 B, 뱀주인자리 70 A, 카시오페이아자리 에타 A, 공작자리 델타이다. 에리다누스자리 82는 미 항공우주국의 우주 간섭계 미션(SIM)에서, 지구 사이즈 혹은 좀 더 큰 질량의 행성을 거느릴 가능성이 있는 후보(1등급, Tier 1)로 지목되었다.